# Wertstrom
Der Wertstrom, engl. value stream, umfasst alle Aktivitäten, sprich die Gesamtheit aller wertschöpfenden und nicht-wertschöpfenden Geschäftsprozesse, die notwendig sind, um ein Produkt beziehungsweise eine Dienstleistung herzustellen und anzubieten, wobei der Strom auch über die Unternehmensgrenzen hinausgehen kann; siehe Verlängerte Werkbank. Er ist ein Begriff aus der Betriebswirtschaftslehre insbesondere im Bereich der Produktionsplanung und -steuerung. Das Wertstrom-Konzept wird beim sogenannten Wertstrommanagement genutzt.
Der Gesamtwertstrom, das heißt alle Material- und Informationsflüsse innerhalb einer produzierenden oder nicht-produzierenden Einheit, umfasst drei Tätigkeitsarten:
1. Wertschöpfende Tätigkeiten innerhalb eines Wertstroms,
2. Tätigkeiten, die keinen Wert erzeugen aber unvermeidbar zur Fertigung (Liegezeiten) oder Dienstleistungserbringung (Wartezeiten) gehören, und
3. Tätigkeiten, die überhaupt keinen Wert erzeugen und vermeidbar wären (Verschwendung, jap. Muda).

Das Wertstrom-Konzept kann mit der „Wertkette“ (Value Chain), einem Konzept von Michael E. Porter, verglichen werden. Die Komplexität beider Ansätze variiert je nach Anwendungszweck.

## Kritik
Sehr schlichte Modellansätze versuchen, sämtliche Liege- oder Wartezeiten zu eliminieren. Solch ein Versuch, alle nicht-wertschöpfenden Zeiten zu eliminieren, führt jedoch zu wenig robusten oder gar instabilen Systemen, da ein Mengen-stabiles System nach den Prinzipien der Systemtheorie immer Puffer enthalten muss.

## Quelle
- Matthias Stadler: Wertstromdesign: Ein Leitfaden für die praktische Anwendung. Diplomica Verlag, Hamburg 2010, ISBN 978-3-8366-8830-7